# Hockey Club Forte dei Marmi 2017-2018
Questa voce raccoglie le informazioni riguardanti l'Hockey Club Forte dei Marmi nelle competizioni ufficiali della stagione 2017-2018.

## Organico

### Giocatori
| N° | Naz.                 | Ruolo | Sportivo            |  |  |  |
| -- | -------------------- | ----- | ------------------- |  |  |  |
|    | Italia (bandiera)    | P     | Filippo Caglioti    |  |  |  |
|    | Italia (bandiera)    | P     | Riccardo Gnata      |  |  |  |
|    | Italia (bandiera)    | P     | Federico Stagi      |  |  |  |
|    | Italia (bandiera)    | D     | Elia Cinquini       |  |  |  |
|    | Italia (bandiera)    | D     | Lorenzo Giovannetti |  |  |  |
|    | Italia (bandiera)    | D     | Giacomo Maremmani   |  |  |  |
|    | Italia (bandiera)    | D     | Davide Motaran      |  |  |  |
|    | Italia (bandiera)    | D     | Marco Pagnini       |  |  |  |
|    | Argentina (bandiera) | A     | Gaston De Oro       |  |  |  |
|    | Italia (bandiera)    | A     | Niccolò Mattugini   |  |  |  |
|    | Argentina (bandiera) | A     | Gonzalo Romero      |  |  |  |
|    | Italia (bandiera)    | A     | Francesco Rossi     |  |  |  |
|    | Spagna (bandiera)    | A     | Enric Torner        |  |  |  |

### Staff
- 1º Allenatore:  Pierluigi Bresciani
- 2º Allenatore:
- Meccanico: